# Harar
Cet article traite de la cité éthiopienne, à ne pas confondre avec la région Harar, ni avec Harare, la capitale du Zimbabwe, ni avec Arar, la ville d'Arabie saoudite.
 (avril 2020).
Si vous disposez d'ouvrages ou d'articles de référence ou si vous connaissez des sites web de qualité traitant du thème abordé ici, merci de compléter l'article en donnant les références utiles à sa vérifiabilité et en les liant à la section « Notes et références ».
Harar (Ge'ez : ), parfois appelée Harar Jugol (« Jugol » désignant les murailles), est une ville située dans l'est de l'Éthiopie. Elle est parfois qualifiée de quatrième ville sainte de l'islam,. Depuis 2006, elle est classée au Patrimoine mondial de l'humanité par l'Unesco. 
Avant d'être conquise par l'Égypte, puis l'Éthiopie, elle fut au XVIe siècle la capitale du royaume des Harari (1520-1568) et un important foyer culturel islamique, puis au XVIIe siècle le centre d'un émirat indépendant. Cette ville historique a été fondée, fortifiée et développée par des rois qui se sont succédé du XVe siècle au XVIe siècle dont le plus connu est d’ethnie somali, l’imam Ahmed Ibn Ibrahim Al-Ghazi. Capitale du grand sultanat musulman somali de Adal dont le sultan n’est autre que l'imam Ahmed Ibn Ibrahim Al-Ghazi, elle fut notamment un point de départ des attaques musulmanes somalis aidées par des musulmans d’une autre ethnie comme les Afars, les oromos et une petite minorité de Turcs contre l’empire chrétien d’Abyssinie allié au royaume chrétien du Portugal. La ville reflète ce riche passé en proposant un concentré de l'architecture de différentes époques : trois mosquées du Xe siècle, des murailles édifiées au XVIe siècle et des maisons anciennes, dont certaines dues à des immigrés indiens arrivés au XIXe siècle. C'est pour ces raisons et pour son plan urbain que la ville a été classée par l'Unesco en 2006.

## Historique

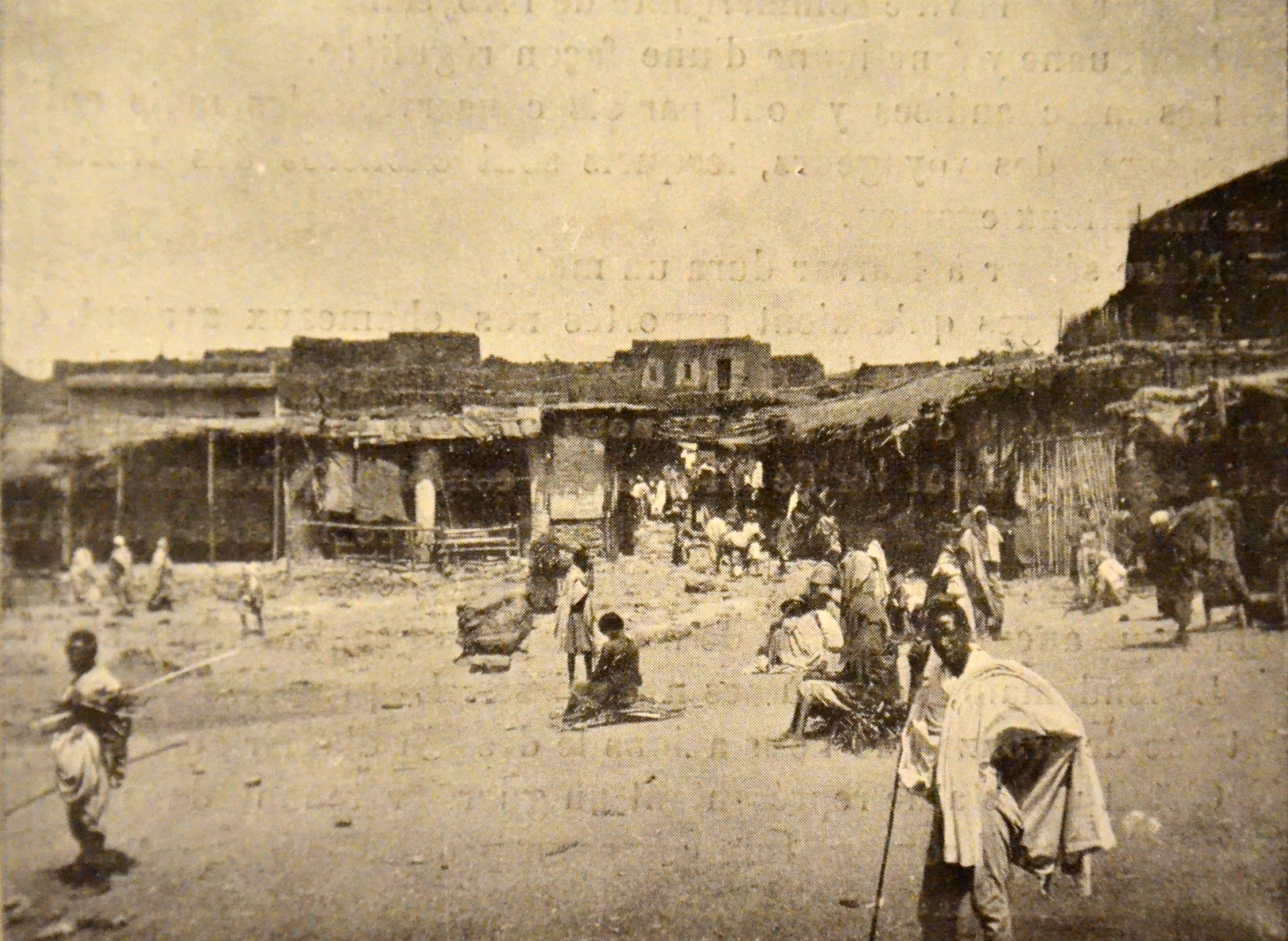
Harrar, vers 1900.

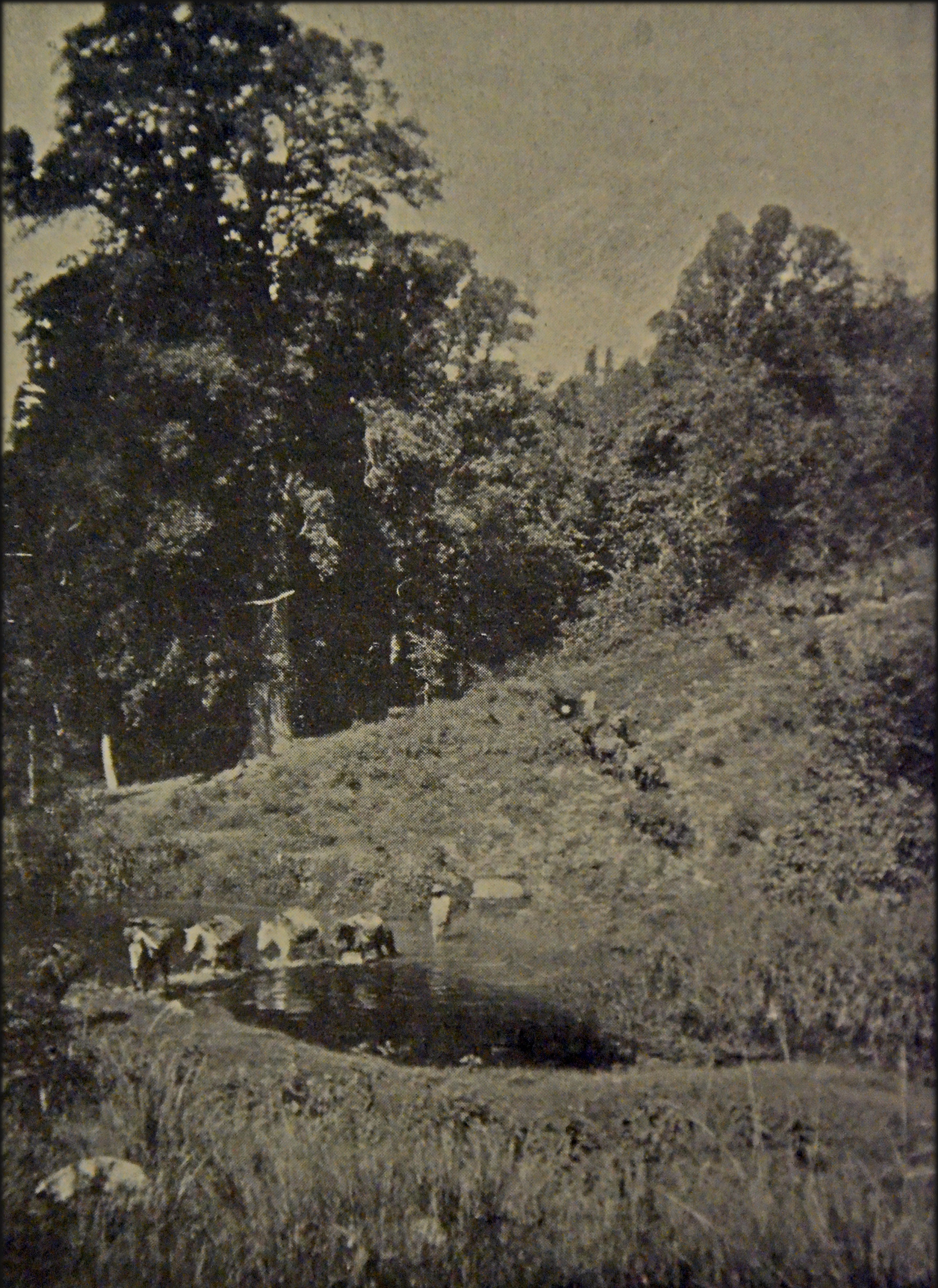
Forêt de Bourca, autrefois située entre Harrar et Addis-Abeba (ici vers 1900).

L'origine de la ville est antérieure au XIIIe siècle. Située à 1 855 m d'altitude sur une colline de granite dans l'escarpement oriental de la vallée du Rift, elle fut fortifiée par l'émir Nur Ibn-Mujahid au milieu de XVIe siècle. La ville domine la grande plaine désertique peuplée par les Afars au nord et les plaines des Somali au sud ; favorisant son développement en tant que centre important pour la culture islamique et carrefour commercial. Harar devient un carrefour commercial entre différentes cultures, et l'on érigera, au XVIe siècle, des murailles de quatre mètres de haut pour se protéger des raids menés par les chrétiens voisins et par les invasions oromo. Une période d'instabilité a conduit à l'affaiblissement de son pouvoir traditionnel entre le XVIe siècle et le XVIIIe siècle mais, au cours du XIXe siècle, elle a reconquis son importance. La ville devint un centre puissant et révéré d'enseignement et de pouvoir islamique. Pendant des siècles, les missionnaires musulmans de Harar rayonnèrent sur une vaste région qui s'étendait jusqu'aux royaumes situés au-delà du fleuve Gibe. 
Son renom de quatrième ville sainte de l'islam, son importance commerciale au XIXe siècle et son occupation successive par les Égyptiens, les Italiens et les Amharas, ont amené de fortes influences extérieures. La ville abrite 82 mosquées (dont 3 du Xe siècle) et plus de 300 sanctuaires consacrés à des saints musulmans. 
Harar a été conquise par les troupes italiennes du général Rodolfo Graziani pendant la Seconde Guerre italo-abyssin, le 8 mai 1937. Le 1er bataillon du régiment du Nigeria passa par le col de Marda, s'empara de la ville pour les alliés le 29 mars 1941. À la suite de la conclusion de l'accord anglo-éthiopien de 1944, le gouvernement du Royaume-Uni  accorda la permission d'établir un consulat à Harar. Après de nombreux rapports faisant état d'activités britanniques dans le Haud violant l'accord de Londres de 1954, le ministère éthiopien des Affaires étrangères a ordonné la fermeture du consulat en mars 1960.
Lors de l'invasion de l'Ogaden par la Somalie en 1977 pour reprendre ses terres jadis colonisées par les Italiens et les Britanniques puis en guise de cadeau offert à l’Ethiopie dans l’indifférence totale du peuple somalis, Harar fut assiégée pendant deux mois. Malgré une contre-offensive de l'armée éthiopienne, soutenue par les armées de l'URSS et de Cuba, elle ne parvient pas à repousser les troupes somaliennes hors de Dire Dawa et de Harar.
Bien que la ville moderne se soit lentement développée hors des murs Harar a, d'une façon générale, préservé une apparence harmonieuse. La cité ancienne est congestionnée, ce qui rend difficile le développement d'infrastructures modernes comme les canalisations d'eau et l'accès aux véhicules. La vieille ville est l'une des rares cités éthiopiennes qui se soit développée à partir des traditions architecturales islamiques. En même temps, elle conserve une combinaison de différentes cultures éthiopiennes.

## Populations

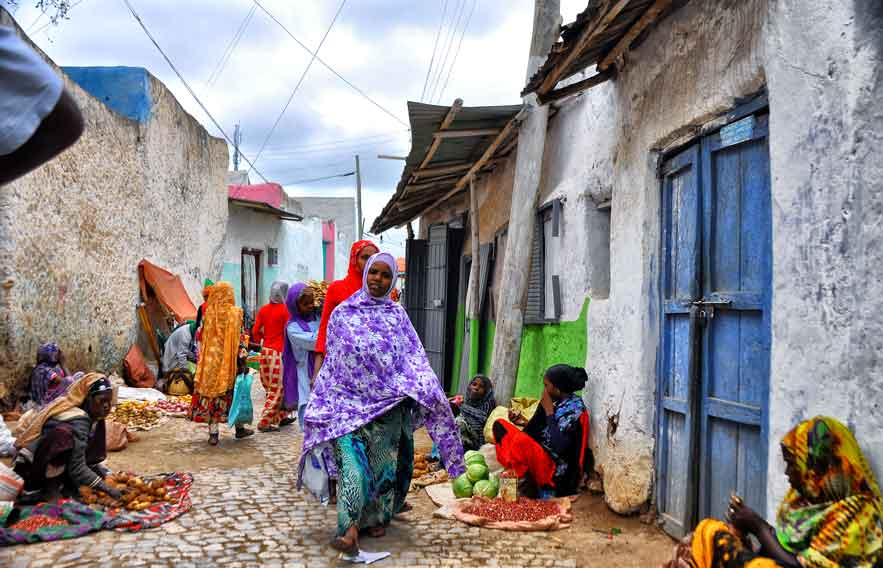

Les habitants de Harar parlent différentes langues afro-asiatiques, comme celles pratiquées par les Oromo, Somalien, Amhara, Tigray et Gurage. Les Harari, qui se définissent comme Usu Gey (« les gens de la ville »), sont une population de langue sémitique qui descend d'une langue axoumite. Écrite à l'origine dans l'écriture arabe, la langue harari a été transcrite en alphabet guèze. La ville est musulmane à 92 % de la population (2011). Le reste est constitué de 7 % de chrétiens orthodoxes de l'église éthiopienne (2011). Il y a aussi un petit groupe d'environ 200 chrétiens catholiques (2011).

## Attractions

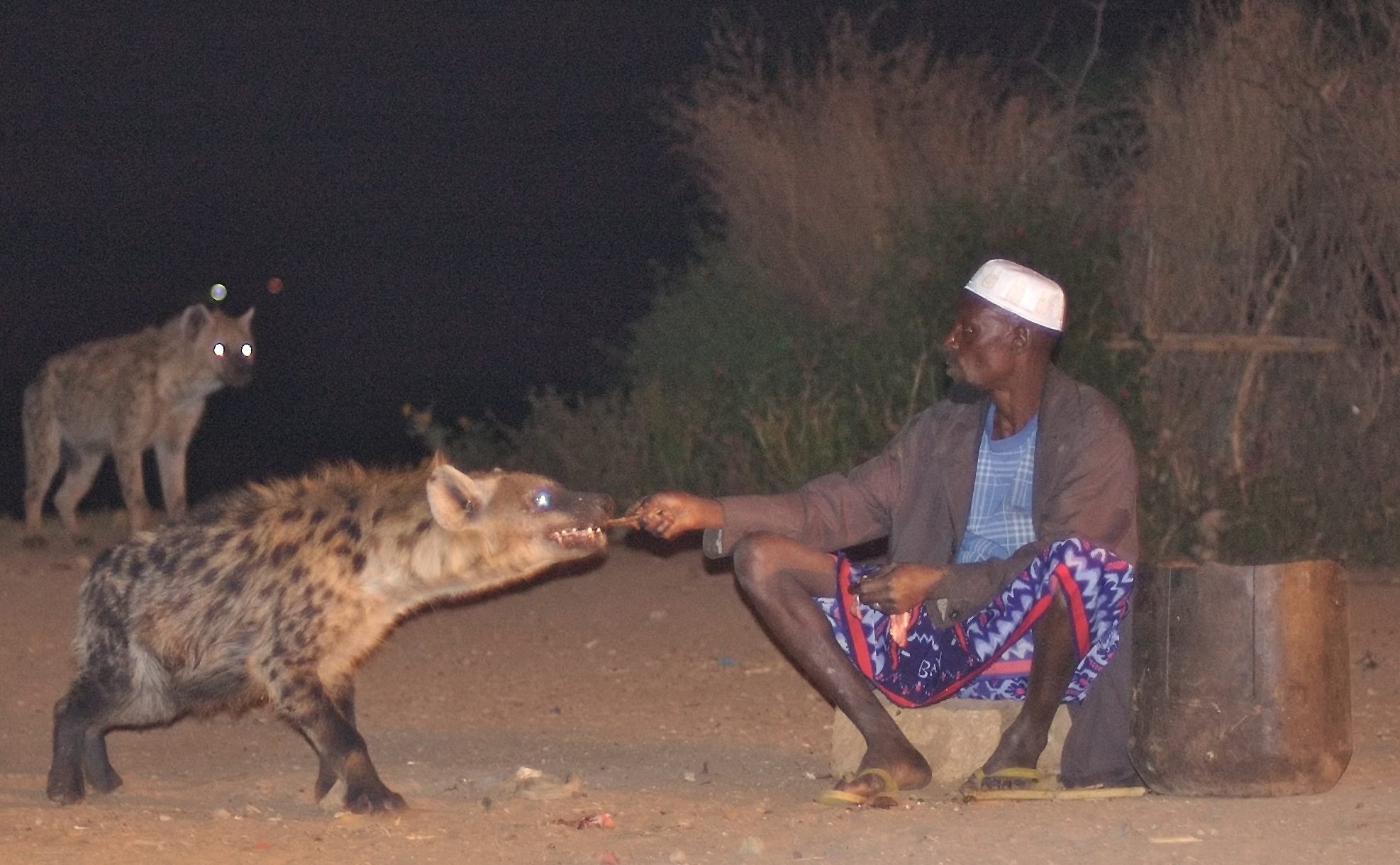
Un homme nourrit de viande les hyènes tachetées.

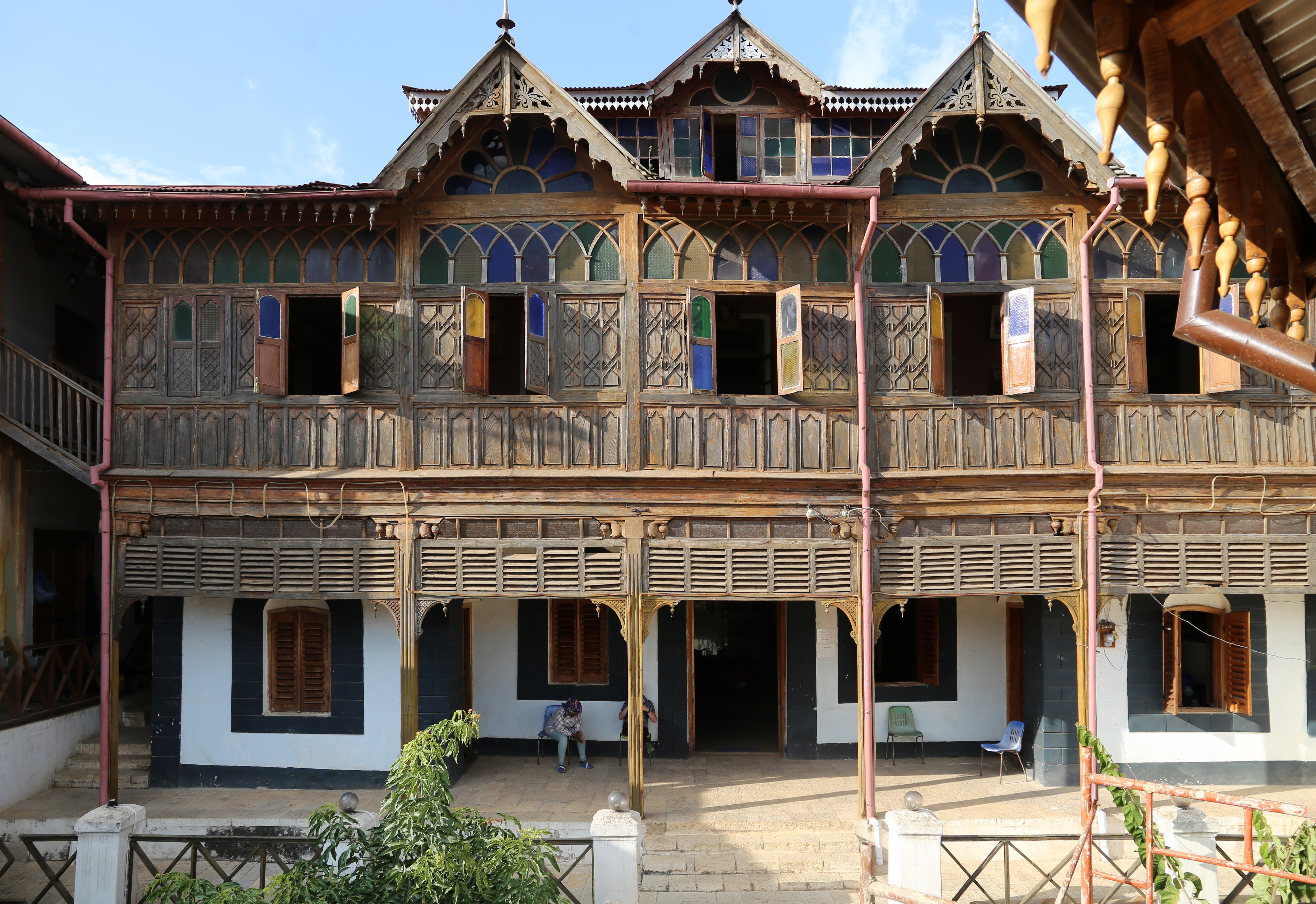
« Chez Arthur Rimbaud ».

La vieille ville abrite 110 mosquées et sanctuaires ainsi que la cathédrale Medhane Alem, la maison de Ras Mekonnen et la prétendue « maison d'Arthur Rimbaud » (détruite en fait en 1915).
Harrar Bira Stadium est le stade du club Harrar Beer Bottling FC.
Une longue tradition consistant à nourrir de viande les hyènes tachetées est devenue au cours des années 1960 un spectacle nocturne pour les touristes.[réf. nécessaire]
Autre lieu d'intérêt, la montagne Kondudo, qui abrite une ancienne population de chevaux sauvages. En 2008, une mission scientifique a œuvré pour leur conservation, car les animaux sont grandement menacés.

## Économie et transports

Ânes et Peugeot 404.
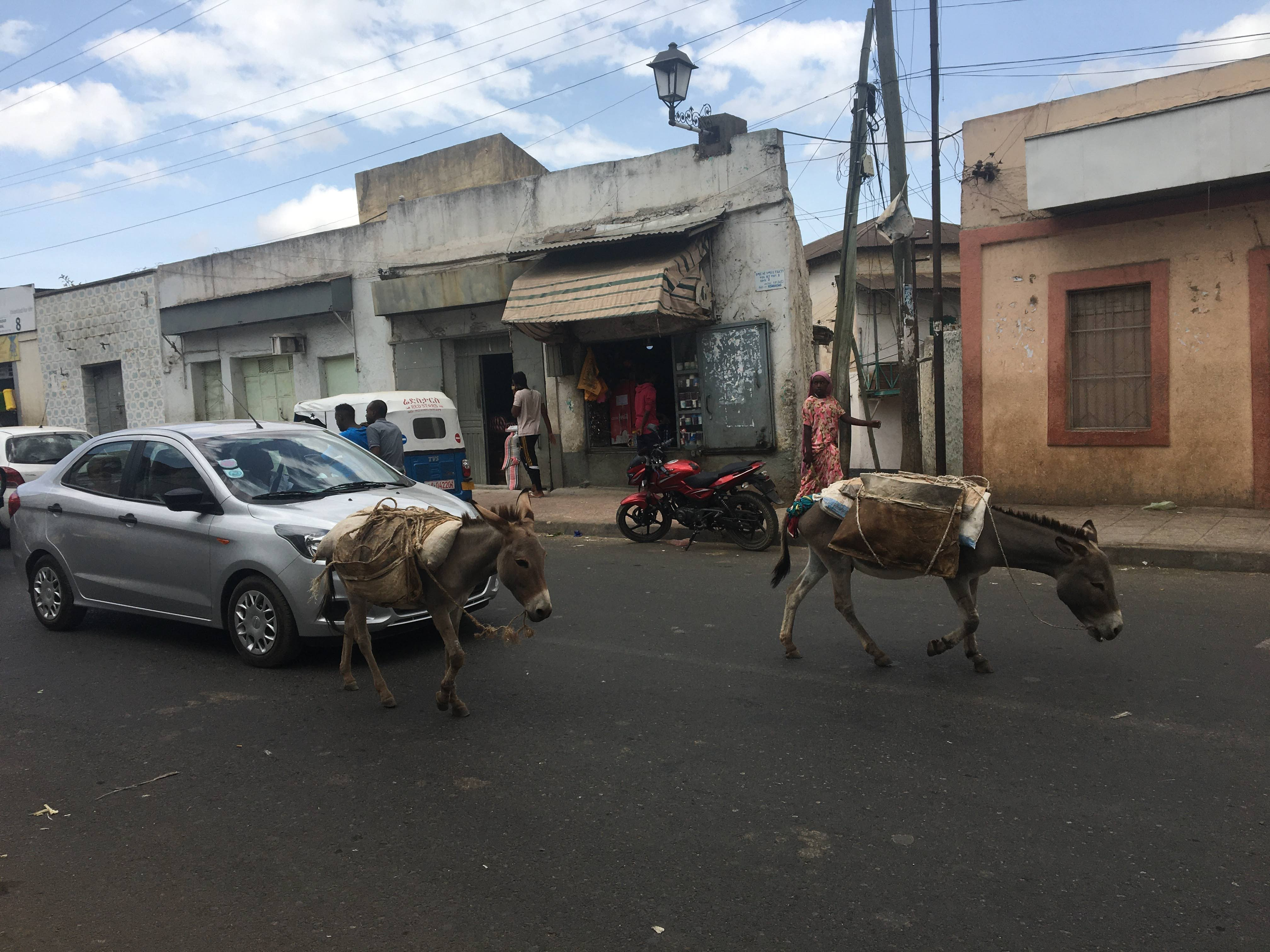
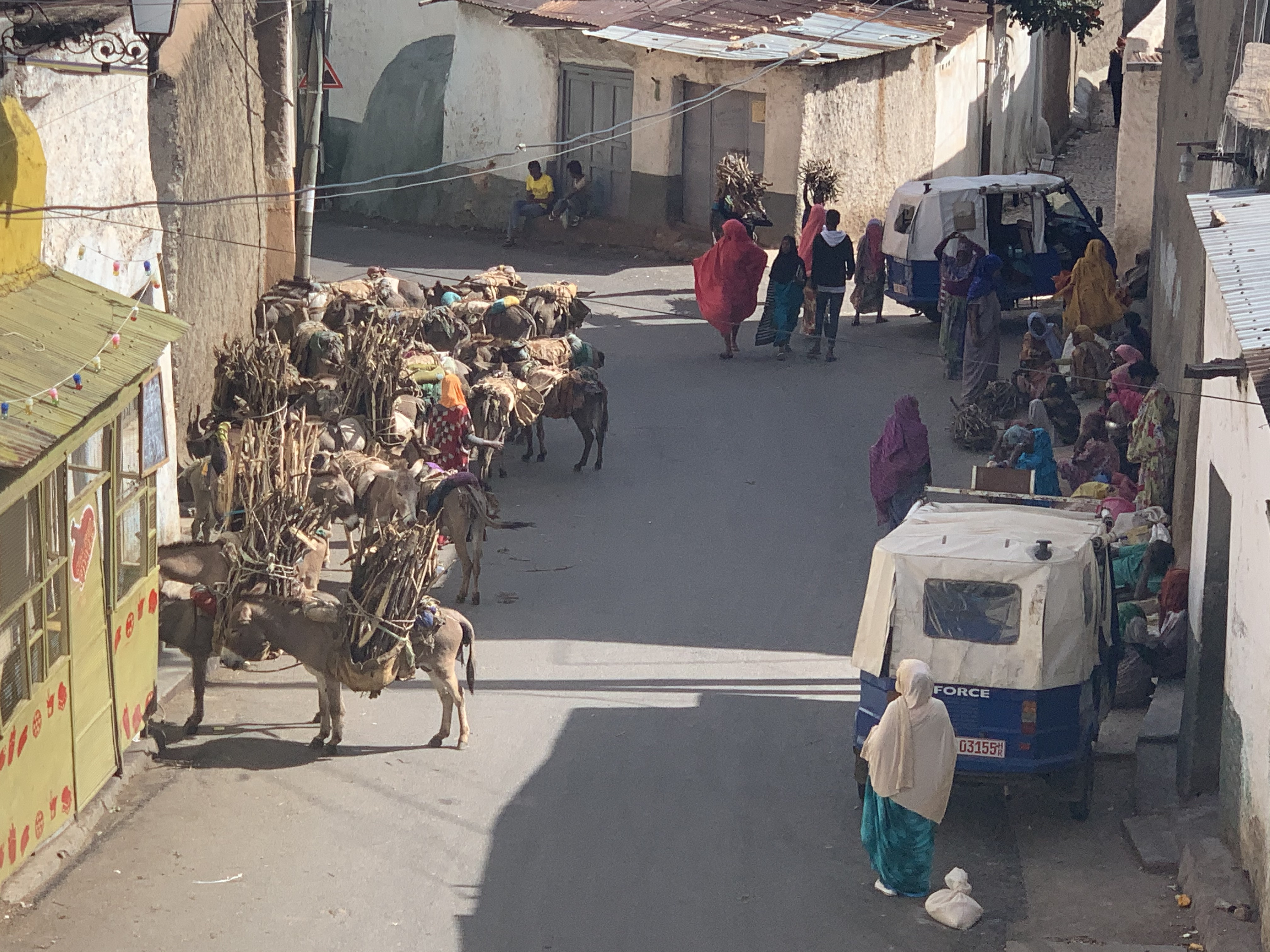
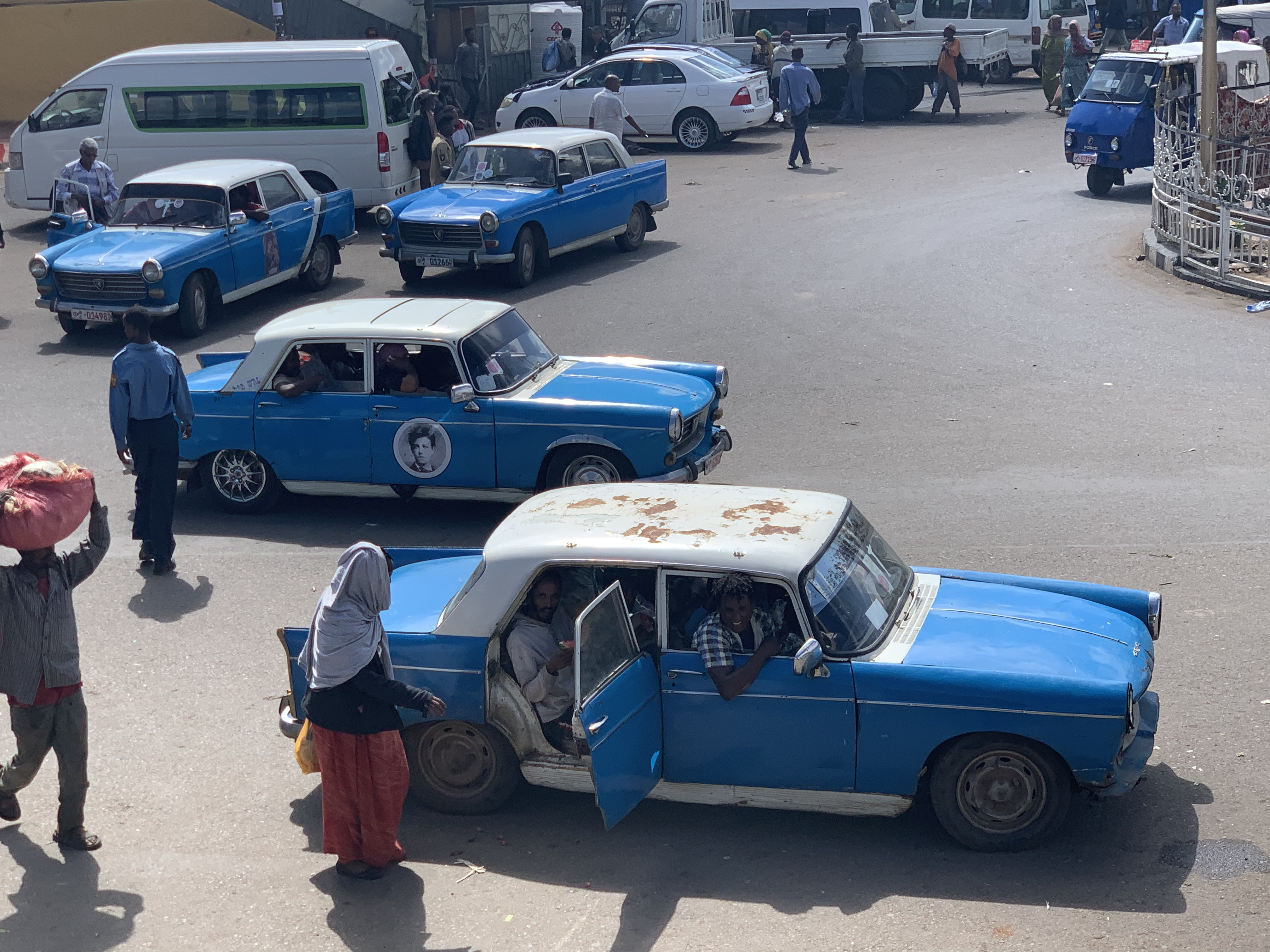
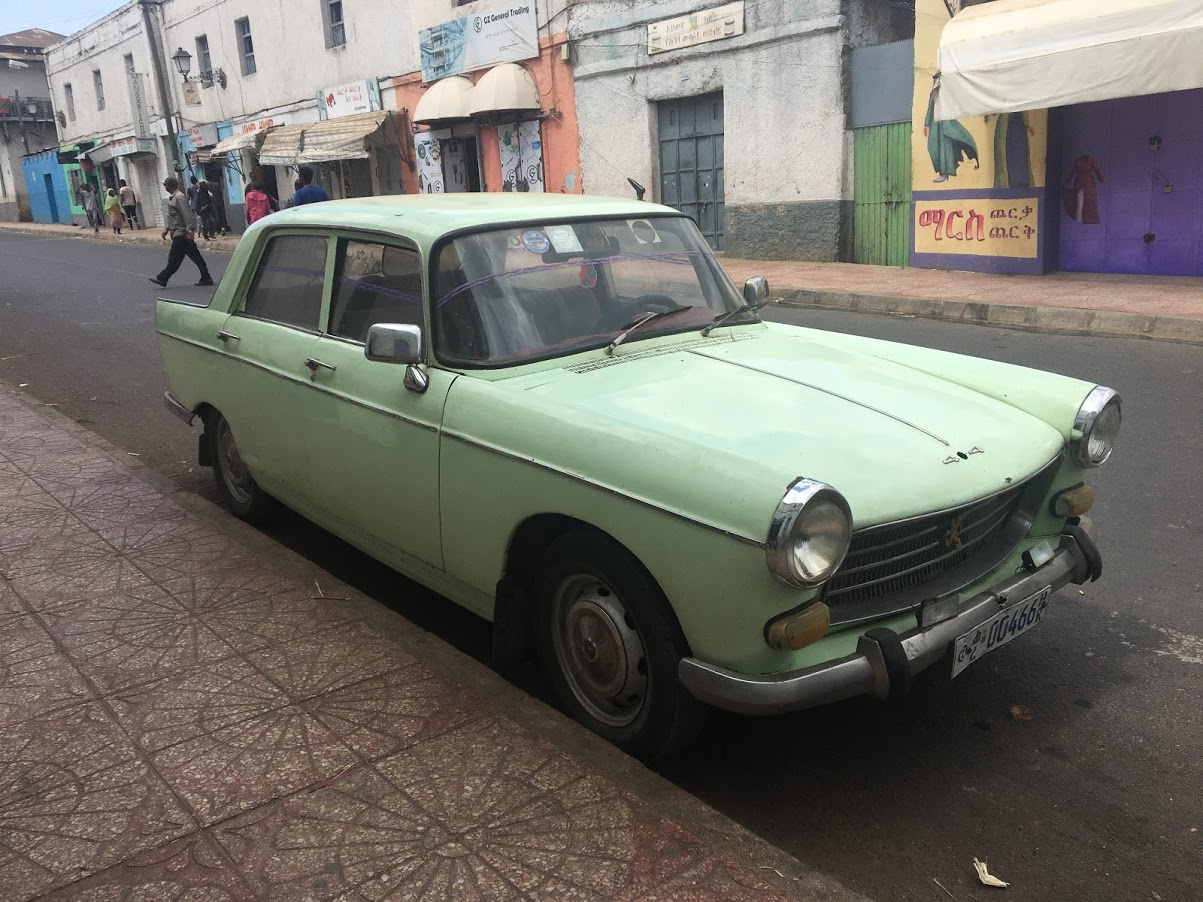

## Personnalités
- Ahmed Ibn Ibrahim Al-Ghazi, dirigeant politique et militaire du XVIe siècle.
- Nur ibn al-Wazir Mujahid, émir de la deuxième moitié du XVIe siècle.
- Abd Allah II ibn Ali Abd ash-Shakur, dernier émir de Harar, au XIXe siècle.
- Abdullah al-Harari, légiste musulman du XXe siècle.
- Arthur Rimbaud (1854-1891), établi à Harar comme négociant de décembre 1880 à décembre 1881, de 1883 à 1885, puis de mai 1888 à mars 1891[6].
- Mgr Marie-Élie Jarosseau (1858-1941), missionnaire catholique français, vicaire apostolique de Harar.
- Betelhem Dessie, informaticienne et entrepreneuse éthiopienne.